# The Allman Brothers Band (음반)
| 전문가 평가                   | 전문가 평가 |
| 평가 점수                     | 평가 점수   |
| 출처                          | 점수        |
| ----------------------------- | ----------- |
| AllMusic                      | [ 1 ]       |
| Rolling Stone                 | (favorable) |
| The Rolling Stone Album Guide | [ 3 ]       |
| Encyclopedia of Popular Music | [ 4 ]       |

《The Allman Brothers Band》는 미국의 록 밴드 올맨 브라더스 밴드의 데뷔 스튜디오 음반이다. 1969년 11월 4일, 앳코 레코드와 카프리콘 레코드가 미국에서 발매하고, 애드리안 바버가 프로듀싱을 하였다. 1969년 결성된 올맨 브라더스 밴드는 멤버 개개인의 다양한 음악적 추구에 따라 한자리에 모였다. 세션 작업을 마친 뒤, 듀안 올맨은 플로리다주 잭슨빌로 이주하여 그의 새로운 밴드와 함께 대규모 잼 세션을 이끌었는데, 그 중 하나는 그가 구상했던 기타리스트 2명과 드러머 2명이었다. 그의 동생 그렉 올맨이 합류하면서 라인업을 마무리한 후, 밴드는 조지아주 메이컨으로 옮겨갔다. 그곳에서 그들은 카프리콘에서 초연된 공연들 중 하나가 될 예정이었다.
이 음반은 뉴욕의 애틀랜틱 스튜디오에서 녹음되어 2주 만에 혼합되었다. 대부분의 소재는 지난 몇 달 동안 라이브로 초연되었으며 블루스, 재즈, 컨트리 음악을 다양한 수준으로 조합하였다. 〈Trouble No More〉와 〈Don't Want You No More〉의 재작업은 물론, 밴드의 재즈 영향력을 부각시킨 〈Dreams〉, 〈Whipping Post〉 등 주목할 만한 원작을 수록해 관객들의 호평을 받았다. 비록 이 그룹은 프로듀서 톰 다우드와 함께 일하도록 준비되었지만 (크림을 포함한 크레딧에는 존 콜트레인이 포함되었고), 그는 사용할 수 없었고, 그들은 대신 하우스 엔지니어 애드리안 바버와 함께 녹음했다. 이 음반의 삽화는 메이컨과 주변 지역에서 촬영되었다.
이 음반은 처음에는 빌보드 200 차트의 하위 차트에 오르는 등 상업적인 반응이 좋지 않았다. 그럼에도 불구하고 이 음반은 롤링 스톤과 같은 출판물들로부터 비판적인 찬사를 받았는데, 그는 이 음반을 "서브릿하고, 정직하고, 감동적"이라고 불렀다. 1970년대 초 밴드의 명성이 높아진 데 이어, 이 음반과 후속 음반인 《Idlewild South》(1970년)가 컴필레이션 음반 《Beginnings》로 재포장되었다. 밴드가 바버의 오리지널 믹스를 싫어하기 때문에 그들의 데뷔 음반은 톰 다우드에 의해 리믹스되었다. 미국 음반 산업 협회에 따르면 1973년 《Beginnings》는 50만 장 판매에 대해 골드 인증을 받았다.

## 배경
올맨 브라더스 밴드는 1969년 3월, 플로리다주 잭슨빌에서 다양한 음악가들과 대규모 잼 세션 동안 결성되었다. 듀안 올맨과 자이 조하니 조한슨은 최근 머슬 숄즈에서 이적한 바 있는데, 듀안은 아레사 프랭클린, 킹 커티스, 윌슨 피켓과 같은 아티스트들을 위해 FAME 스튜디오에서 세션 작업에 참여했고, 이들과 함께 비틀즈의 〈Hey Jude〉 커버를 전국 차트에서 기록했다. 듀안은 새로운 밴드를 결성하기 시작했고, 베이시스트 베리 오클리를 새로운 그룹과 함께 잼을 만들도록 초대했다. 이 둘은 얼마 전에 플로리다주 잭슨빌 클럽에서 만났고, 빠른 친구가 되었다. 이 그룹은 즉각적인 케미스트리를 가지고 있었고, 두 명의 리드 기타리스트와 두 명의 드러머를 가진 "다양한" 밴드에 대한 듀안의 비전은 진화를 시작했다. 한편, 오티스 레딩과 여러 R&B 연주의 매니저 필 월든은 록 연주로의 확장을 노리고 있었다. 릭 홀은 이 그룹의 녹음 방식에 좌절했고, 녹음된 트랙과 그들의 계약을 1만 달러에 구입한 애틀랜틱 레코드의 월든과 제리 웩슬러에게 제공했다. 월든은 다가오는 그룹이 그의 새로운 애틀랜틱 배급 레이블인 카프리콘 레코드의 중심 인물이 될 것을 의도했다.
이 듀오가 잭슨빌로 이주한 후, 그들은 대규모 잼 세션을 준비하기 시작했다. 디키 베츠는 오클리의 이전 밴드인 세컨드 커밍에서 활동하며 그룹의 두 번째 리드 기타리스트가 되었고, 듀안과 그렉과 함께 데모를 자른 버치 트럭스는 1년도 채 되지 않아 두 번째 드러머의 역할을 완수했다. 세컨드 커밍의 리즈 위난스는 키보드를 연주했고 듀안, 오클리, 베츠는 모두 보컬 의무를 공유했다. 이름 없는 이 그룹은 잭슨빌의 윌로우 브랜치 파크에서 끊임없이 변화무쌍하고 회전하는 음악가들의 출연진과 함께 무료 공연을 하기 시작했다. 듀안은 동생이 새 그룹의 보컬이 되어야 한다고 강하게 느꼈다(그레그도 키보드를 연주했기 때문에 위난스의 위치를 효과적으로 없앴다). 그레그는 초청을 받아들여 1969년 3월 26일 그룹이 머디 워터스의 〈Trouble No More〉 리허설에 들어갔다. 비록 처음에는 음악가들에게 겁을 먹었지만, 듀안은 그의 형에게 "배짱을 부려"라고 압력을 가했다. 4일 후, 그 그룹은 잭슨빌 아모리에서 데뷔했다. 베엘제붑을 포함한 많은 이름이 제안되었지만, 이 6인조 작품은 결국 올맨 브라더스 밴드를 결정했다.

## 곡 목록
모든 곡들은 특별한 언급이 없는 한 그렉 올맨에 의해 작사/작곡하였다.
| #  | 제목                          | 작사·작곡                      | 재생 시간 |
| -- | ----------------------------- | ------------------------------ | --------- |
| 1. | 〈Don't Want You No More〉    | 스펜서 데이비스, 에드워드 하딘 | 2:25      |
| 2. | 〈It's Not My Cross to Bear〉 |                                | 5:02      |
| 3. | 〈Black Hearted Woman〉       |                                | 5:08      |
| 4. | 〈Trouble No More〉           | 머디 워터스                    | 3:45      |

| #  | 제목                   | 재생 시간 |
| -- | ---------------------- | --------- |
| 1. | 〈Every Hungry Woman〉 | 4:13      |
| 2. | 〈Dreams〉             | 7:18      |
| 3. | 〈Whipping Post〉      | 5:17      |